# Etta Palm

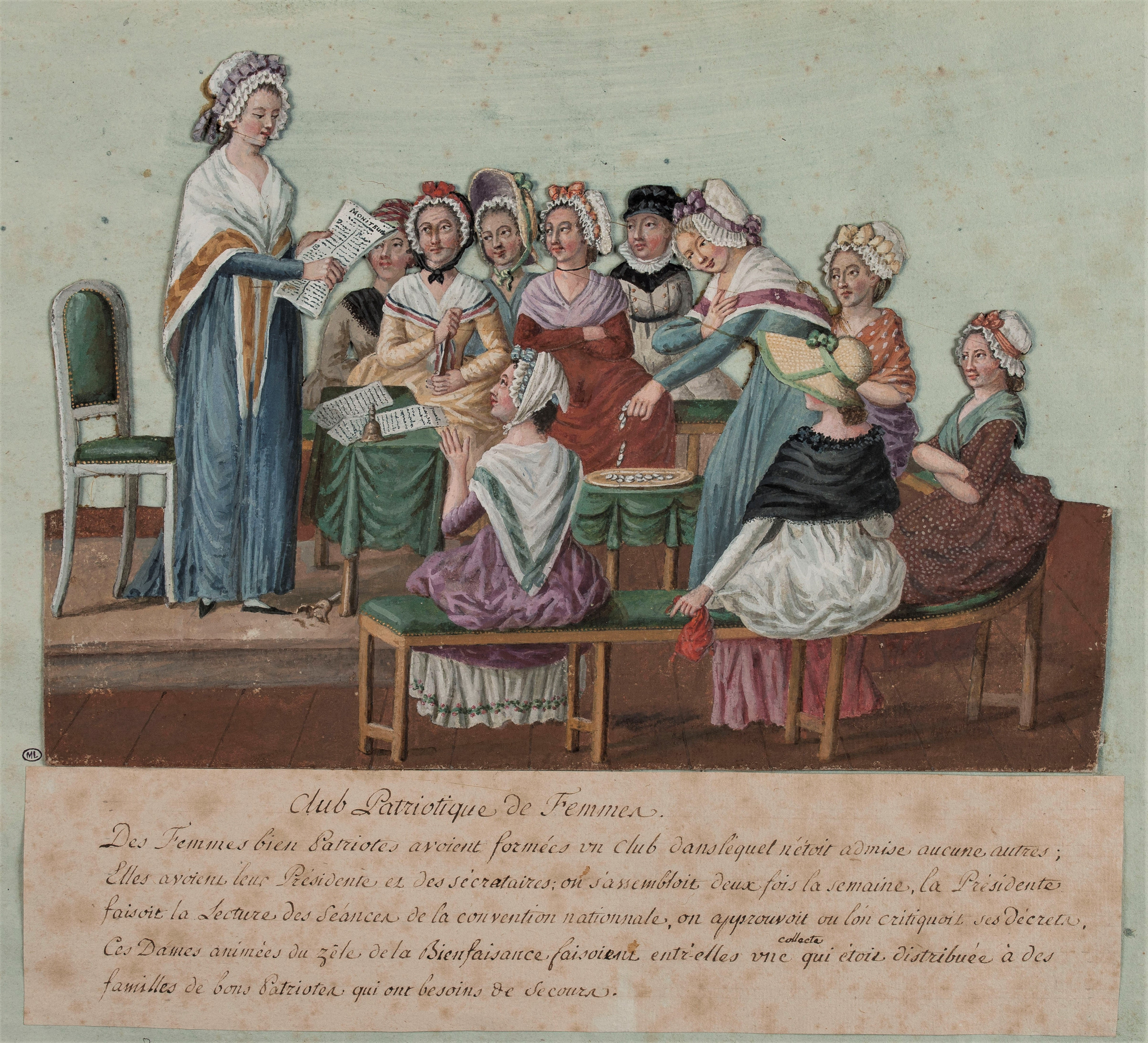
Een bijeenkomst van de Club Patriotique de Femmes (Jean-Baptiste Lesueur, ca. 1792-1794)

Etta Lubina Johanna Palm d'Aelders (Groningen, april 1743 – Den Haag, 24 maart 1799) was een Nederlands feministe, courtisane en spionne die tijdens de Franse Revolutie bekendheid kreeg als voorvechtster van de rechten van de vrouw.

## Jeugd en huwelijk
Etta Aelders was de dochter van de handelaar in behangselpapier Jacob Aelders van Nieuwenhuys en Agatha Petronella de Sitter. Haar vader overleed toen zij zes jaar oud was, waarop haar moeder de onderneming op zich nam. Onderwijl kreeg ze voor een meisje dat geen aristocratische achtergrond had een uitstekende opleiding; ze sprak al op jonge leeftijd vloeiend Frans, Engels en Duits.
Op 19-jarige leeftijd trouwde ze met Christiaan Ferdinand Lodewijk Palm, een procureurszoon uit Arnhem. Het huwelijk was buitengewoon ongelukkig; na het vroegtijdig overlijden van hun dochter vertrok haar echtgenoot naar Nederlands Oost-Indië.

## Courtisane
Na het vertrek van haar echtgenoot werd Palm een courtisane. Zo woonde ze lange tijd met Jan Munniks, een Groningse advocaat, in Amsterdam. Ze vertrokken samen toen hij benoemd werd als consul voor de Republiek der Nederlanden in Messina. Palm ontmoette echter Jonkheer Douwe Sirtema van Grovestins, een Friese hoveling aan het Hof van stadhouder Willem IV. Samen met hem vestigde ze zich in Brussel en vermaakte zich met de haute bourgeoisie van deze stad. In 1773 verliet ze Sirtema van Grovestins en vertrok Palm naar Parijs. Ze vestigde zich in de Rue Villedo, een achterbuurt in het huidige eerste arrondissement van Parijs, niet ver van het Palais-Royal, waar ook veel politiek invloedrijke personen verkeerden. Ze bouwde daar een bestaan op als courtisane van welgestelde heren, die haar goed betaalden.

## Spionne
Door haar activiteiten met de vele diplomaten en politici wekte ze al snel de belangstelling op van de Franse geheime dienst. Naar verluidt was het Jean-Frédéric Phélypeaux, comte de Maurepas, een van de belangrijkste adviseurs van Lodewijk XVI, die haar rekruteerde om als spionne voor het royalistische Frankrijk te werken. Ze werd door hem in 1778 naar Den Haag gestuurd voor een korte missie, waar ze haar oude minnaar Jan Munniks weer tegenkwam, die in de tussentijd eenzelfde betrekking had gevonden: hij was een spion in Britse dienst geworden.
De verworven weelde maakte het haar mogelijk intrek te nemen in een groter huis in de chiquere Rue Favart, gelegen in wat nu het 2e Arrondissement is. Omstreeks die tijd hernoemde ze zichzelf en ging voortaan door het leven als de barones Palm d'Aelders. Ze zette hier een salon op die bezocht werd door vele politiek invloedrijke personen. Onder de bezoekers waren veel Nederlanders, onder wie Gerard Brantsen (die in Fontainebleau voor de Republiek een vredesverdrag met Oostenrijk had onderhandeld) en Apollonius Jan Cornelis Lampsins, een vooraanstaand Patriot die in 1787 de wijk naar Frankrijk had genomen. Palm begon te werken voor de raadpensionaris Laurens Pieter van de Spiegel. Palms salon werd na de gebeurtenissen van 14 juli 1789 intensief bezocht door vooraanstaande revolutionairen onder wie Jean-Paul Marat, François Chabot en Claude Basire.

## Revolutionair en feministe
Palm raakte zelf ook betrokken bij de revolutie en was vooral actief in feministische kringen, waaronder de Société Fraternelle des Patriotes de l'un et l'autre sexe, de Société patriotique des amis de la vérité, en de Société patriotique et de bienfaisance des amies de la vérité, die zij zelf had opgericht. Haar meest bekende speech hield zij op 30 december 1790 bij Des amis de la vérité.
Op 1 april 1792 ging Etta Palm met een vrouwendelegatie naar de Nationale Vergadering. Het werd haar vervolgens toegestaan een pleidooi te houden voor de Nationale Vergadering.

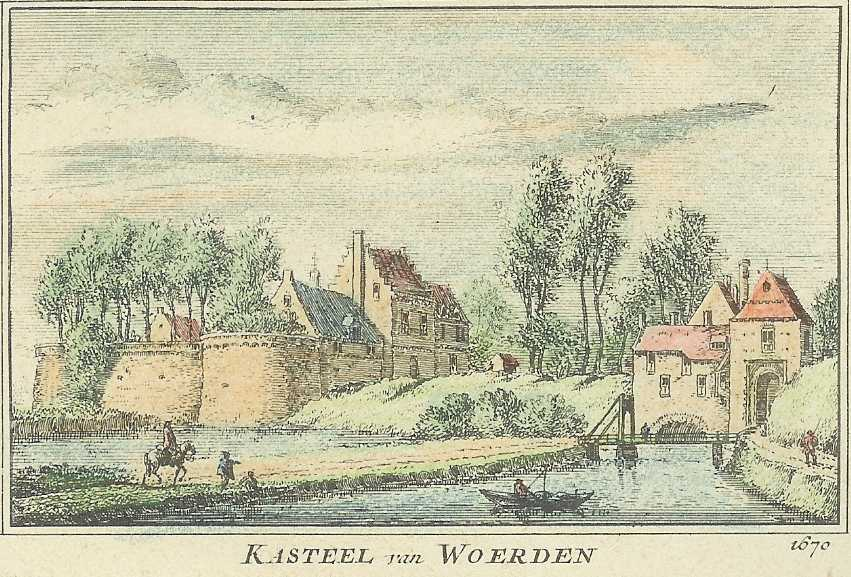
Kasteel te Woerden

Haar revolutionaire activiteiten vielen echter niet in goede aarde bij Van de Spiegel; hij keerde zich van haar af en zij verloor haar inkomsten. Ze besloot toen haar spionagediensten aan te bieden bij de revolutionaire Franse regering, en wendde zich tot de minister van Buitenlandse Zaken Lebrun-Tondu die haar in november 1792 naar Den Haag stuurde, onder andere om in haar eigen land Franse emigranten (ballingen) als Beaumarchais en Dumouriez te bespioneren. Met het voortschrijden van de revolutie werd ook deze positie onhoudbaar.
Zij wendde zich weer tot de Nederlanders, in casu stadhouder Willem V zelf, maar tevergeefs; na de inval van de Franse revolutionaire troepen in oktober 1794, werd op 19 januari 1795 de Bataafse republiek uitgeroepen. Na het sluiten op 16 mei 1795 van het Verdrag van Den Haag werd Palm gezien als een verdachte, onder andere omdat ze gepoogd zou hebben de Franse onderhandelaars over te halen het recht van verovering te gebruiken - in dit geval dus de Franse verovering van de nieuwe Bataafse Republiek. Uit haar in beslag genomen correspondentie was intussen gebleken dat zij - ondanks haar ontkenningen - een dubbelagente was geweest. Deze manipulaties - die ze uitvoerde met haar vriend Jan Munniks - brachten haar onder de aandacht van het Haagse Comité van Waakzaamheid. Munniks werd veroordeeld tot ballingschap, en Palm werd gevangengezet in het Kasteel van Woerden, waar ook haar voormalige opdrachtgever Van de Spiegel was ondergebracht. Eind 1798 werd ze vrijgelaten, maar haar gezondheid was door haar gevangenschap zozeer verslechterd, dat ze op 24 maart 1799 overleed.

## Publicaties

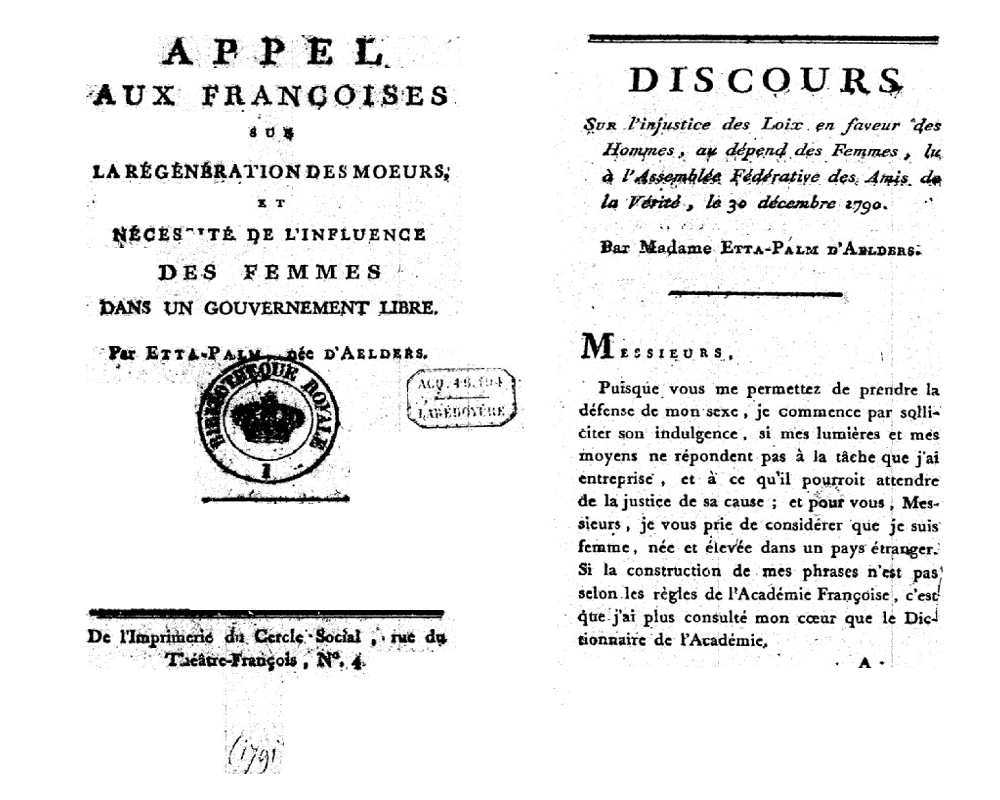
Etta Palm neé d'Aelders: Appel aux Françoises sur la régénération des moeurs, et nécessité de l'influence des femmes dans un gouvernement libre; ou Sur l'injustice des loix en faveur des Hommes, au dépend des Femmes, lu à l'Assemblée Fédérative des Amis de la Vérité, le 30 décembre 1790

- (en)  Sur l´injustice des Loix en faveur des Hommes, au dépens de Femmes, Engelse bewerking in The French Revolution and Human Rights: A Brief Documentary History, (Bedford/St. Martin's: Boston/New York), 1996, 122–23.
- (fr)  Appel aux Francoises sur la régénération des moeurs, et nécessité de l'influence des femmes dans un gouvernement libre, L'imprimerie du Cercle Social, (probably) July, 1791. Facsimile in: Les femmes dans la révolution Française, T. 2, Paris, Edhis, 1982 and on Gallica
- Aanmerkingen op een werk betytelt: Aan de Batavieren over het stadhouderschap, van den heere graave de Mirabeau, door den schryfster vertaald. 1788

## Wetenswaardigheden
- Etta Palm wordt wel de eerste feministe van Nederland genoemd[4][5]
- In Hoofddorp, Arnhem, Purmerend, Leiden en Velserbroek zijn straten naar Etta Palm vernoemd
- "Het Zesde Bedrijf" van de schrijver P.F. Thomése is een op Etta's leven geïnspireerde roman.